# ノブ&フッキー
ノブ&フッキー（ノブ・アンド・フッキー、愛称：ノブフキ）は、1990年結成のものまねタレント、男性コンビである。2010年5月、株式会社アンビシャス所属。

## メンバー
- ノブ（本名：小沢信弘（おざわ のぶひろ）、1963年4月19日（61歳） - ） 茨城県鉾田市出身。
- フッキー（本名：葺本光秀（ふきもと みつひで）、1966年9月17日（58歳）- ） 東京都立川市出身。幼少期は児童劇団・東京放映テレビ（現：宝映テレビ）にて子役として活動していた。

## 概要
岩本恭生が札幌・すすきので経営していたものまねパブ「GUNDOM」出身。
20年近く日本テレビのものまね番組に出演していたが、2014年よりフジテレビの番組に移籍している。
主にコンサート・ディナーショーなど、営業で全国各地をまわっている。
日本テレビ『ものまねバトル』では、トリ近くでものまねを披露することも多く、ものまねの姿が似過ぎていて素の顔が分からないことを逆手に取り、2人共にマスクを被ったものまねマスクマンに扮していたこともある。だが、ものまねに入ると「世を忍ぶ仮の姿」に変身して歌っていた。
フジテレビ『爆笑そっくりものまね紅白歌合戦スペシャル』では「ものまね界のいぶし銀」のキャッチコピーで紹介されることがある。
フジテレビ『ものまね王座決定戦』では、'18年大会の2回戦でビューティーこくぶに勝利し決勝進出。予選7位で迎えた決勝では、ぴんから兄弟「女のみち」で988点を叩き出し、残り1人の時点で暫定1位をキープし続けていたが、予選1位通過の君島遼が水前寺清子「いっぽんどっこの唄」で997点を樹立し優勝。9点差で準優勝となった。

## ものまねレパートリー

### ノブ＆フッキー 2人揃って披露するレパートリー
- アリス
- 海老一染之助・染太郎
- 狩人
- CHEMISTRY
- こまどり姉妹
- 米米CLUB
- コブクロ
- サザンオールスターズ
- サイモン&ガーファンクル
- ジプシー・キングス
- スタイリスティックス
- CHAGE and ASKA
- バブルガム・ブラザーズ
- バナナマン
- ぴんから兄弟
- ビージーズ
- ビリーバンバン
- B’z
- 藤岡藤巻
- ラッツ&スター

### ノブ
- 浅香光代
- 江原啓之
- 大橋卓弥
- 桂銀淑
- 沢田研二
- 坂崎幸之助
- 桜井センリ
- 宍戸錠
- 菅原洋一
- タケカワユキヒデ
- 徳光和夫
- 中尾彬
- なぎら健壱
- バカボン
- 板東英二
- 古田新太
- 松平健
- 美空ひばり
- 森本英世
- 茂木健一郎
- 山下達郎
- 安岡力也
- 山下清
- 山城新伍
- 吉幾三
- 和田アキ子ほか多数

### フッキー
- 渥美清
- 荒井注
- アントニオ猪木
- 五木ひろし
- 井上陽水
- 稲垣潤一
- 石破茂
- 内田裕也
- 瑛人
- 江守徹
- 大江千里
- 大友康平
- 尾崎豊
- かまやつひろし
- 北島三郎
- 桑名正博
- 郷ひろみ
- 小林旭
- 小池百合子
- 越中詩郎
- さだまさし
- 斎藤清六
- 西城秀樹
- 沢田研二
- 佐野元春
- 三瓶
- 柴田理恵
- 菅義偉
- 高見沢俊彦
- 武田鉄矢
- 田原俊彦
- 玉置浩二
- 天童よしみ
- 長嶋茂雄
- 中村正人
- 野口五郎
- 橋幸夫
- バカボンのパパ
- 平井堅
- 船越英一郎
- 古田敦也
- 藤原聡
- 布施明
- 藤井フミヤ
- フレディ・マーキュリー
- 細川たかし
- マギー司郎
- 松山千春
- 松任谷由実
- 南こうせつ
- 美空ひばり
- 水谷豊
- 村上てつや
- 柳沢慎吾
- 矢沢永吉
- やしきたかじん
- 安田伸
- 米津玄師
- 渡哲也ほか多数

## 出演

### テレビ
- ノブ＆フッキーのメモリアルアカデミー（テレビ埼玉、2021年10月3日 - )
- ものまねバトル（日本テレビ）
- ものまねグランプリ（日本テレビ）- '09年トーナメント決勝進出
- 爆笑そっくりものまね紅白歌合戦スペシャル（フジテレビ）
- ものまね王座決定戦（フジテレビ）- '18年準優勝・'21年第7位